# 108 Hope Street

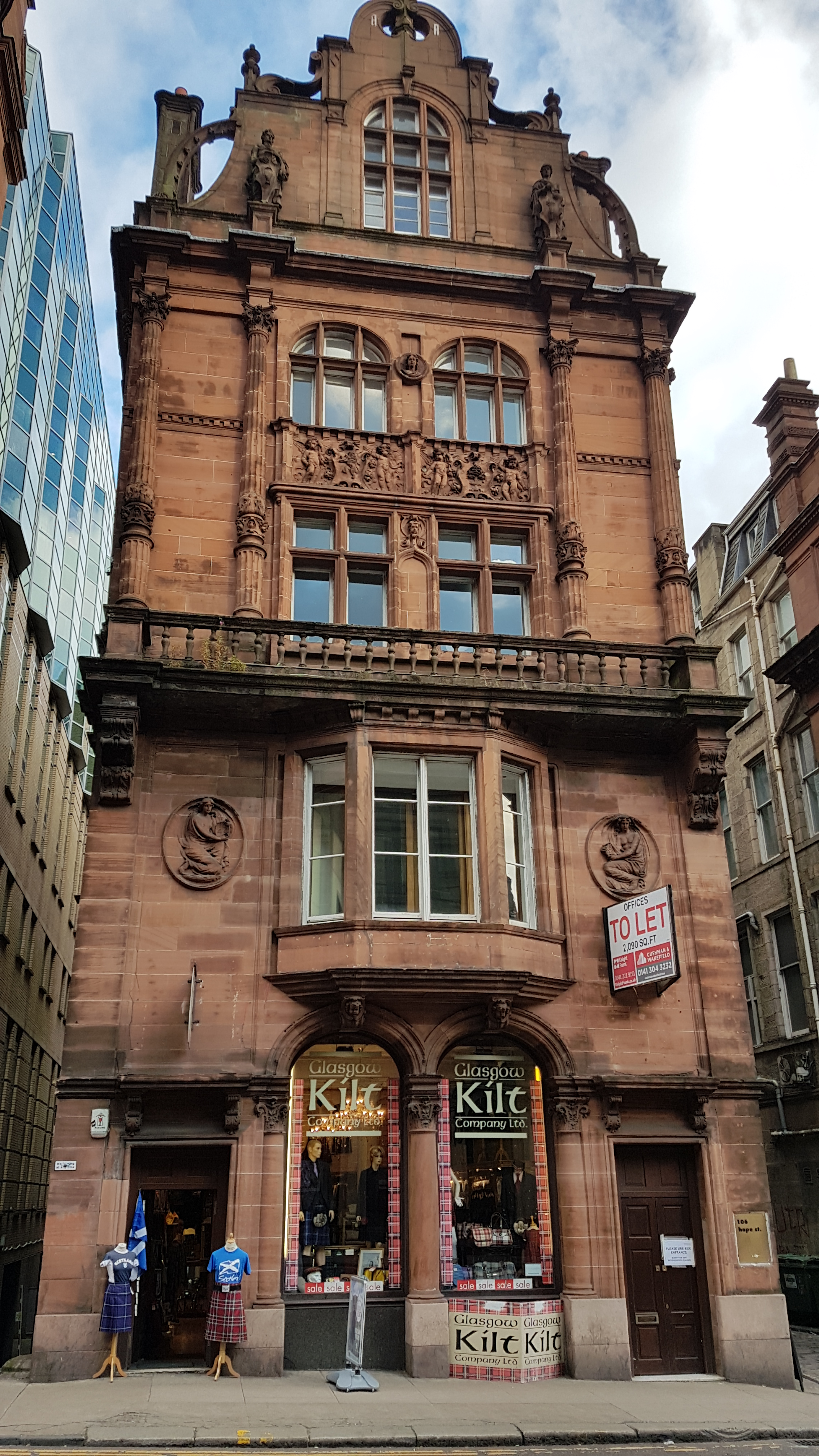
108 Hope Street

Unter der Adresse 108 Hope Street in der schottischen Stadt Glasgow befindet sich ein Geschäftshaus. 1979 wurde das Bauwerk als Einzeldenkmal in die schottischen Denkmallisten zunächst in der Kategorie B aufgenommen. Die Hochstufung in die höchste Denkmalkategorie A erfolgte 1988.

## Geschichte
Das Gebäude wurde zwischen 1893 und 1894 nach einem Entwurf des schottischen Architekturbüros James Salmon & Son erbaut. Auftraggeber war die Scottish Temperance League. Später nutzte der Daily Record und die Woolwich Equitable Building Society das Gebäude als Bürogebäude. Beim Übergang des Gebäudes auf den Daily Record im Jahre 1919 wurde das Architekturbüro Keppie & Henderson mit einer Überarbeitung beauftragt.

## Beschreibung
Das Gebäude steht an der Einmündung der Renfield Lane in die Hope Street im Zentrum Glasgows. An der Hope Street gegenüber steht das Gebäude 2–28 Bothwell Street, an der Renfield Lane benachbart das Daily Record Building, an der Rückseite gegenüber das Gebäude 115–117 St Vincent Street. Der fünfstöckige Neorenaissancebau ist im Stile der niederländischen Renaissance-Architektur ausgestaltet. Die westexponierte Giebelfassade entlang der Hope Street ist aufwändig ausgestaltet. Eingangstüren flankieren die hohen Rundbogenfenster des Erdgeschosses. Im ersten Obergeschoss flankieren skulpturierte Plaketten den zentralen Erker. Stilisierte kolossale korinthische Säulen gliedern die Fassade vertikal. Der abschließende Giebel ist detailliert ausgestaltet und schließt mit einer aufsitzenden Skulptur.